# Kodomo no Jikan
Kodomo no Jikan (jap. こどものじかん, dt. „die Zeit eines Kindes“) ist eine von der Mangaka Kaworu Watashiya geschriebene und illustrierte Mangaserie.
Die Handlung konzentriert sich auf den gerade mit der Ausbildung fertig gewordenen Grundschullehrer Daisuke Aoki. Er hat damit zu kämpfen, dass eine seiner Grundschülerinnen, Rin Kokonoe, in ihn verliebt ist. Die von 2005 bis 2013 laufende Mangaserie erregte wegen ihrer Darstellung von nackt abgebildeten Minderjährigen Aufsehen, was letztlich dazu führte, dass ausländische Lizenznehmer davon absahen, die Reihe zu veröffentlichen. Zum Manga entstanden 2007 auch eine Anime-Fernsehserie, die für die Fernsehübertragungen zensiert wurde, sowie mehrere OVA-Veröffentlichungen und Umsetzungen als Hörspiel.

## Handlung
Der 23 Jahre alte Daisuke Aoki beginnt als Lehrer an einer Grundschule zu arbeiten. Er unterrichtet die Klasse 3-1 (die erste Klasse des 3. Jahrgangs). Eine Schülerin, die frühreife und ungehaltene Rin Kokonoe, weiß ihre Gefühle noch nicht richtig einzuschätzen und „verliebt“ sich sofort in ihn. Sie geht so weit, dass sie behauptet, Daisukes Freundin zu sein. Dabei nähert sie sich ihm sexuell sehr aggressiv an, was Aoki, dem Rins Verhalten sehr unangenehm ist, immer wieder in brenzlige Situationen bringt. Die Situation verkompliziert sich immer weiter, da auch ihre Freunde, Familie und Kollegen mit hineingezogen werden.
So muss er zunächst feststellen, dass die Schülerin Mimi Usa nicht anwesend ist, und kann durch Rin in Erfahrung bringen, dass sein Vorgänger seine Aggression an Mimi ausgelassen haben soll. So bemüht er sich, Kontakt mit Mimi aufzunehmen, und kann sie letztlich davon überzeugen, wieder die Schule zu besuchen. Damit vereint er wieder die Freundinnen Rin, Mimi und Kuro. Jedoch erleichtert ihm das auch nicht seinen Schulalltag, denn insbesondere Kuro Kagami hat eine starke Abneigung gegen ihn. Das freche und verzogene Mädchen fühlt sich nämlich zu Rin hingezogen und nutzt jede Gelegenheit, um ihn vor der Klasse bloßzustellen. Dabei ist sie mit Schimpfwörtern nicht verlegen und bezeichnet ihn besonders häufig als Jungfrau, was auch der Wahrheit entspricht. Daisuke pflegt ein gutes Verhältnis zur vollbusigen und ebenfalls noch jungen Lehrerin Hōin Kyōko, die versucht, ihm den Einstieg als Lehrer zu erleichtern. Sie ist heimlich in Daisuke verliebt, wird doch jedes Mal von Rin gestört und von Daisuke ignoriert, da er sich keine Beziehung mit ihr vorstellen kann. Neben ihr sieht er sich hauptsächlich mit der strengen, dem Lehrbuch folgenden Sae Shirai konfrontiert. Sae besitzt gute familiäre Beziehungen zur Schulleitung und befindet sich selbst in dem Dilemma, die Erwartungen ihrer traditionellen Familie erfüllen zu müssen. Als einziger männlicher Kollege steht ihm der ebenfalls ältere, aber gelassen wirkende Kenta Oyajima zur Seite, der erst in späteren Handlungsabschnitten eine tragendere Rolle in der Beziehung zu Sae erhält, in die er sich verliebt.
Bis dahin beschäftigt sich Daisuke zwangsweise näher mit den drei Mädchen und insbesondere mit Rins Familienverhältnissen. Dabei macht er die Entdeckung, dass Rin über keine Eltern verfügt und stattdessen beim viel arbeitenden Cousin ihrer Mutter, Reiji Kokonoe, wohnt. Dabei beschleicht ihm unwillkürlich der Gedanke, dass die Beziehung zwischen Reiji und seiner Adoptivtochter Rin über das gewohnte Maß hinausgeht. Als Ursache dafür macht er schließlich eine Liebesbeziehung zwischen Reiji und Rins Mutter Aki Kokonoe aus. Rins nicht namentlich erwähnter Vater hatte sich nämlich bereits während der Schwangerschaft von Aki getrennt und die Familie in Stich gelassen. Reiji war ebenfalls durch familiäre Probleme dazu gezwungen, sein Elternhaus zu verlassen und fand bei Aki Unterschlupf. Daraus entwickelte sich jedoch eine intime Liebesbeziehung, in deren Mitte Rin stand. Jedoch verstirbt Aki kurze Zeit später, sodass Reiji und Rin allein zurückbleiben. Der psychisch vorbelastete Ziehvater entwickelte seitdem eine sehr intime Beziehung zu Rin, da er in sie auch so etwas wie einen Ersatz für Aki sieht, was auch auf die äußerlich sehr ähnliche Erscheinung zurückzuführen ist. Dies wissend, geht Daisuke von einer kritischen Situation aus und versucht alles, um einen potentiellen Übergriff von Reiji auf Rin zu verhindern.
Neben diesem Schwerpunkt legte Zeichnerin Kaworu Watashiya auch besonderen Wert auf die Darstellung der Entwicklung der drei Mädchen in der Phase der Pubertät. So fließen zahlreiche kleinere Nebengeschichten mit ein, die beispielsweise Mimi beim Kauf ihres ersten BHs, ihrer ersten Regel, oder im Falle von Rin bei der Entdeckung ihrer Körpers begleiten. Als Lehrer wird auch hier Daisuke mit einbezogen, was ihn als „ahnungslose Jungfrau“ vor diverse harte Proben stellt, da er insbesondere auf den Rat anderer angewiesen ist.

## Charaktere
Daisuke Aoki  (青木 大介, Aoki Daisuke)
Er ist der gutmütige Klassenlehrer der Klasse 3-1 (später 4-1) und der Protagonist der Serie. Nach eigenen Angaben sei er das Produkt einer normalen, wenig ereignisreichen Kindheit, die er als überdurchschnittlicher Schüler und Athlet beendete. Während seines Studiums war er Mitglied im Leichtathletik-Club der Universität gewesen. Trotz seiner gut verlaufenden Karriere blieb ihm aufgrund seiner eigenen Einstellung der Kontakt und Beziehungen zu Frauen verwehrt.
In der Schule sieht er sich als Anfänger mit den Kindern konfrontiert, die prompt diese Schwachstelle in seiner Vergangenheit entdecken und sie immer wieder ausnutzen. Insbesondere sein Status als Jungfrau wird von diesen als Anzeichen von Schwäche gesehen.
Rin Kokonoe  (九重 りん, Kokonoe Rin)
Sie ist ein schelmisches, schönes, junges Mädchen, das die Grundschule besucht und sich zusammen mit ihren besten Freundinnen Kuro Kagami und Mimi Usa in der Klasse befindet, die von Daisuke Aoki unterrichtet wird. Sie wurde fünf Jahre lang von ihrer alleinstehenden Mutter aufgezogen, bis diese schwer erkrankte und verstarb. Seitdem lebt sie unter der Obhut des Cousins ihrer Mutter, Reiji, der zuvor eine Beziehung zu ihrer Mutter eingegangen war.
In der Schule übernimmt sie gerne die Führungsrolle und verliebt sich in ihren Klassenlehrer, den sie aber auch allzu gern strapaziert und versucht, an der Nase herumzuführen. Damit nimmt sie eine rivalisierende Stellung zu Kyōko Hōin ein, die als Arbeitskollegin von Daisuke ebenfalls an dem Neuling interessiert ist.
Kuro Kagami  (鏡 黒, Kagami Kuro)
Sie ist eine leicht reizbare, kleine Mitschülerin von Rin und Mimi. Darüber hinaus ist sie ein verwöhntes, egoistisches Kind reicher Eltern, die sich nur wenig Zeit für Kagami nehmen und sie stattdessen lieber mit Geld überschütten. Entsprechend führt sie ein Eigenleben und hat starke Probleme, sich anderen – insbesondere Daisuke, den sie häufig direkt als „Jungfrau“ benennt – unterzuordnen.
In sexueller Hinsicht macht sie für ein Mädchen ihres Alters einen überaus erfahrenen Eindruck, obwohl sie in der körperlichen Entwicklung weit hinter den anderen Mädchen zurücksteht. Zudem weist sie starke Tendenzen lesbischen Verhaltens auf, die in ihrer Beziehung zu Rin und mit fortgeschrittener Handlung auch zur Lehrerin Sae Shirai deutlich werden.
Während die meisten Schüler normale Sachen an haben, trägt sie häufig Kleidung im Stile einer Gothic Lolita, die sie teils auch mit Katzenohren entsprechend einem Nekomimi kombiniert. Darauf aufbauend wird sie in humorvollen Szenen von Zeichnerin Kaworu Watashiya auch als Katze symbolisiert.
Mimi Usa  (宇佐 美々, Usa Mimi)
Mimi ist ein sehr zurückhaltendes, eine Brille tragendes und in sich gekehrtes Mädchen. Sie bildet einen Gegenpol zu Kuro, da sie in der physischen Entwicklung weit fortgeschritten ist, jedoch in dieser Hinsicht über nahezu kein Wissen verfügt. Auf Grund ihrer Zurückhaltung wurde sie anfangs von ihrem ehemaligen Klassenlehrer Nakamura verbal gemobbt, und später auf Grund ihrer physischen Entwicklung von den anderen Schülern gehänselt.
Mit fortgeschrittener Handlung und einem Zuwachs an Erfahrung verliebt sich Mimi in Reiji, der jedoch wesentlich größeres Interesse an Rin hat, was jedoch auch dazu führt, dass sie etwas forscher wird und mit ihrem Körper ins Reine kommt. Wie Kuro wird auch sie immer wieder als Tier, in ihrem Falle einem Hasen, dargestellt.

## Entstehung und Veröffentlichungen

### Manga
Das erste Kapitel der Serie erschien als zweiteilige „Pilot“-Ausgabe innerhalb des japanischen Seinen-Magazins Comic High! am 2. März 2004. Auf Grund der guten Resonanz baute Kaworu Watashiya den Titel zu einem vollständigen Manga aus. Die Veröffentlichung der einzelnen Kapitel erfolgte ebenfalls in der Comic High! von Vol. 1 vom 22. Mai 2005 bis Vol. 97 vom 22. April 2013. Für die Veröffentlichung des Magazins ist Futabasha verantwortlich. Die Kapitel wurden 13 gebundenen Ausgaben als Tankōbon zusammengefasst. Da das Pilotkapitel vorab veröffentlicht wurde, sind diese Kapitel vor der Zweitveröffentlichung in den gebundenen Ausgaben noch einmal überarbeitet und leicht erweitert worden.
Der Manga wurde von Seven Seas Entertainment für die Publikation in Nordamerika lizenziert und sollte auf ausdrücklichem Wunsch der Autorin unter dem Titel Nymphet veröffentlicht werden. Aufgrund des kontroversen Inhalts entschied sich die in Los Angeles ansässige Firma, den Manga nicht zu veröffentlichen. Nymphet bezeichnet dabei ein sexuell frühreifes, attraktives Mädchen, wie es auch in Vladimir Nabokovs Roman Lolita zur Beschreibung der titelgebenden Figur verwendet wurde.

### Anime
Im Jahr 2007 produzierte das Studio Barcelona eine Anime-Fernsehserie, bei der Eiji Suganuma Regie führte. Das Charakter-Design stammt von Masakazu Ishikawa, während Ayu Kawamoto die künstlerische Leitung übernahm.
Am 12. September 2007 wurde die unzensierte, dreißigminütige OVA-Folge Kodomo no Jikan: Yasumi Jikan – Anata ga Watashi ni Kureta Mono (こどものじかん やすみじかん 〜あなたがわたしにくれたもの〜, dt. „die Zeit eines Kindes: Pausenzeit – Das was du mir gabst“) im Vorfeld zur anstehenden Ausstrahlung des Anime veröffentlicht und sowohl auf der offiziellen Webseite, als auch zusammen mit einer limitierten vierten Ausgabe des Mangas angeboten.
Die Fernsehserie sollte ursprünglich bereits am 11. Oktober 2007 übertragen werden, aber beide Fernsehsender – TV Saitama und Mie TV – entfernten diesen Termin aus ihrem Zeitplan. In einer offiziellen Stellungnahme begründete TV Saitama seine Entscheidung damit, dass nach Vorfällen der letzten Tage, wie etwa Festnahme von Takayuki Hosoda, einem berüchtigten Kinderpornographen, der sich als zweiter Direktor einer Grundschule entpuppte, nicht denkbar sei. Die Pläne der Sender Chiba TV und KBS Kyōto, die Serie zu senden, veränderten sich hingegen nicht. So wurden die 12 Folgen beginnend am 12. Oktober 2007 bis zum 28. Dezember 2007 im japanischen Fernsehen gezeigt.
Die im Fernsehen gezeigte Serie wurde stark zensiert. So wurden häufig freizügige Szenen mit harmlosen Animationen überdeckt und die obszöne Sprache häufig ausgeblendet, was die Serie in einigen Szenen für die Zuschauer auch unverständlich machte. Die unzensierte Version des Anime soll auf insgesamt 6 DVDs, mit je zwei Folgen, veröffentlicht werden. Die erste und zweite DVD wurde am 21. Dezember 2007 bzw. am 25. Januar 2008 veröffentlicht. Die restlichen sollen im Abstand von jeweils einen Monat bis zum 23. Mai 2008 erscheinen.
Zur zweiten OVA Kodomo no Jikan: 2-gakki (こどものじかん 2学期, ~: ni-gakki, dt. „die Zeit eines Kindes: 2. Tertial“) wurde der limitierten Ausgabe des fünften Manga-Bandes am 11. Juli 2008 eine DVD mit ersten Ausschnitten, und dem sechsten Manga-Band vom 21. Januar 2009 eine „nullte“ Episode beigelegt. Die erste Folgte erschien schließlich am 20. Februar, die zweite am 24. April und die dritte am 24. Juli 2009.
Dem limitierten Band 9 vom 21. Januar 2011 war eine weitere OVA namens Kodomo no Jikan – Kodomo no Natsu Jikan (こどものじかん 〜こどものなつじかん〜, dt. „~: Die Zeit im Sommer eines Kindes“) beigelegt.

#### Synchronisation
| Rolle        | japanischer Sprecher (Seiyū) |
| ------------ | ---------------------------- |
| Daisuke Aoki | Junji Majima                 |
| Rin Kokonoe  | Eri Kitamura                 |
| Kuro Kagami  | Kei Shindō                   |
| Mimi Usa     | Mai Kadowaki                 |

#### Musik
Für Kodomo no Jikan: Yasumi Jikan – Anata ga Watashi ni Kureta Mono wurde als Vorspannlied Otome Chikku Shoshinsha dēsu (オトメチック初心者でーす) von Eri Kitamura, Kei Shindō und Mai Kadowaki und als Abspannlied Aijō◎Education (愛情◎エデュケイション, Aijō◎edyukeishon, dt. „Liebeserziehung“) von Little Non verwendet.
Die Hintergrundmusik der Serie und der OVAs wurde komponiert von Masara Nishida. Der Vorspann Rettsu! Ohimesama Dakko (れっつ！おひめさまだっこ) stammt von Eri Kitamura, Kei Shindō und Mai Kadowaki. Zudem wurden drei Abspanne produziert. Hanamaru☆Sensation (ハナマル☆センセイション) wurde produziert von Little Non. Yasashii (やさしい), nur in Folge 6 verwendet, von Chata. Für die letzte Folge wurde als Abspann wieder Otome Chikku Shoshinsha dēsu verwendet. Bei Lantis erschienen Hanamaru☆Sensation und Aijō◎Education am 12. Oktober 2007 auf einer gemeinsamen Single, ebenso Rettsu! Ohime-sama Dakko und Otome Chikku Shoshinsha dēsu auf einer am 24. Oktober 2007 erschienenen.
Bei der 2. OVA Kodomo no Jikan: 2-gakki wurde im Vorspann Guilty Future von Eri Kitamura und im Abspann 1, 2, 3 Day von Little Non verwendet. Für die 3. OVA Kodomo no Jikan – Kodomo no Natsu Jikan wurde im Vorspann Rettsu! Ohimesama Dakko und im Abspann 1.2.3 Day von Little Non verwendet.

### Hörspiele
Im Internet auf den Seiten von Lantis Web Radio, Beat Net Radio! und der Kodomo-no-Jikan-Website wurde die Reihe Kojika Radio (こじからじお, Kojika Rajio) nach einer Testsendung 31. August 2007 ab dem 7. September jeden Freitag ausgestrahlt. Später erschien die Sendung unter dem Titel Kojika Radio on CD – Aki Ensoku Hen (こじからじお on CD ~秋の遠足編~) durch Lantis.

## Konzeption
Die Verwendung des menschlichen Sexualverhaltens als Mittel zur Herausarbeitung von Charakteren ist durchaus ein Konzept, welches bei Romanen angewendet wird. Im Falle von Kodomo no Jikan wird dies jedoch sehr unterschiedlich gesehen, da die meisten der Hauptcharaktere noch Kinder sind. Die Herausstellung von Kindern als sexuell veranlagte Wesen, mit ihren eigenen Rechten, Gefühlen und Wünschen, ist keine weit verbreitete oder akzeptierte Denkweise und wird häufig offensiv bekämpft.
So werden immer wieder als pervers angesehene Lolicon-Elemente verwendet, um mit Hilfe von Fanservice und suggerierender Darstellung die Entwicklung der Charaktere zu beschreiben. Dabei reichen die Aspekte vom ungelösten Kindheitstrauma über psychologische Schwächen bis hin zur komplizierten sexuellen Orientierung.
So wird Rin Kokonoe so dargestellt, dass sie immer wieder versucht, ihren Lehrer mit allen Mitteln zu verführen. Obwohl dies innerhalb der Serie als einfache Spielerei beginnt und als Running Gag verwendet wird, entwickelt sich diese Beziehung schnell zu etwas Ernsthaftem. Kuro Kagami schafft es hingegen nicht, ihre lesbischen Gefühle Rin gegenüber zu zeigen, versucht aber gleichzeitig, ihren „romantischen Rivalen“, Aoki, in jeglicher Hinsicht bloßzustellen. Dabei ist allgemein festzustellen, dass Rin und Kuro für ihr Alter ein sehr umfangreiches sexuelles Wissen mitbringen. Als Gegenstück dazu ist die sehr zurückhaltende Mimi Usa zu sehen, die sich nach Akzeptanz sehnt und auf der Suche nach ihrer eigenen Identität ist. Obwohl sie physisch wesentlich weiter entwickelt ist als ihre Freundinnen, besitzt sie das geringste sexuelle Wissen.